# イガトキンソウ

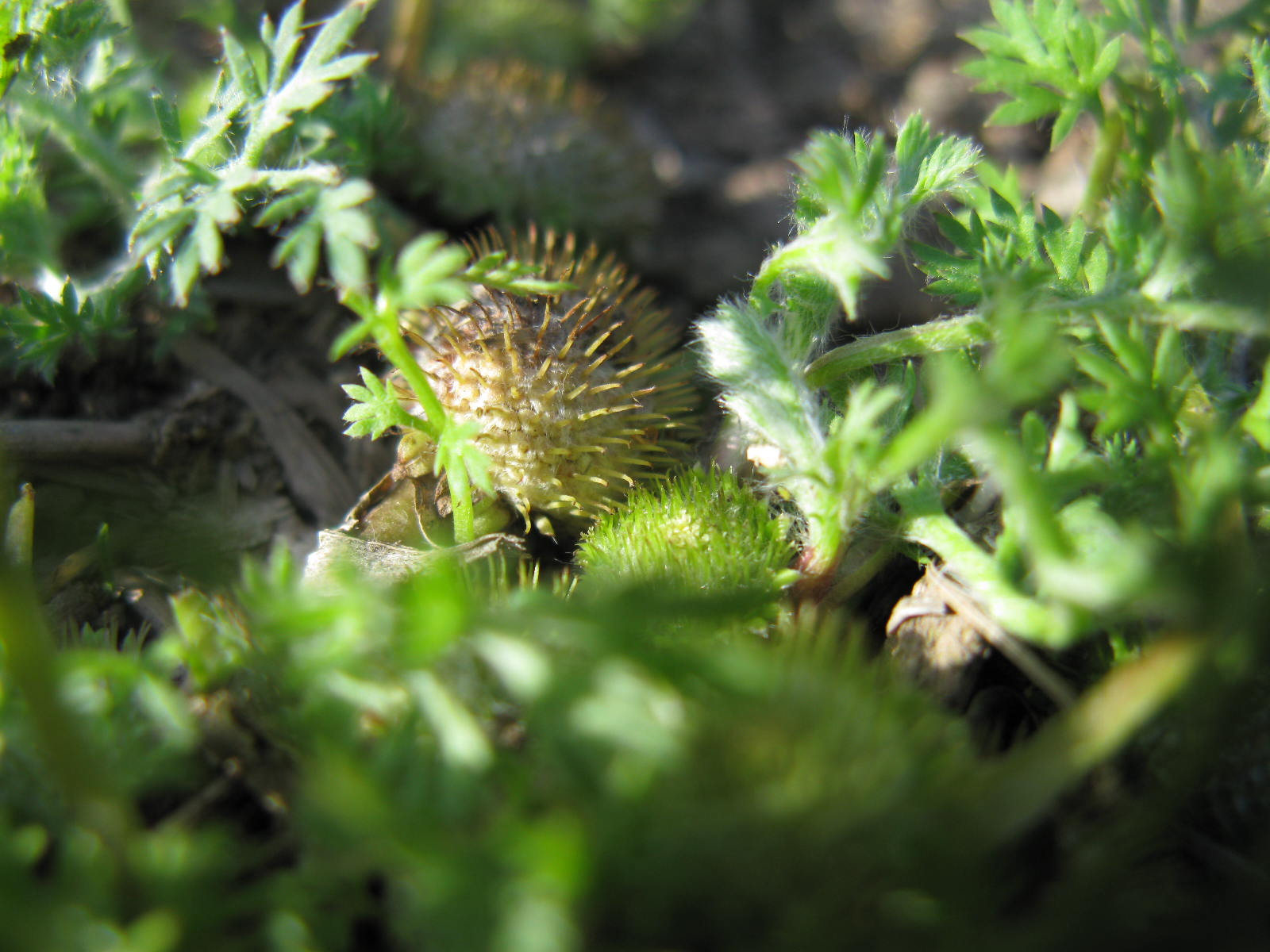
頭状花序

イガトキンソウ Soliva anthemifolia はキク科の小さな植物。花序がクリのイガのような姿をしている。別名にシマトキンソウ、タカサゴトキンソウがある。イガトキンソウの和名は原寛の見解によって名付けられている。

## 特徴
地面を這う1年性の草本。細い茎は地表を這って伸び、所々から根を下ろし、そこから立ち上がる葉を束に出し、高さ5 - 10センチメートル (cm) になる。葉は2 - 3回羽状に深く裂ける。最先端の裂片は幅1ミリメートル (mm) ほど。全体にまばらに長く柔らかい毛が生えている。
花期は春。頭花は地面に接して着き、その基部からは根が出ることが多い。頭花には柄がなくて茎の上に直接につき、径は5 - 11 mm、黄緑色。全体を包む総苞は膜状、ほぼ1列に並ぶ。その外側に数個の葉があり、その基部が広がって総苞を包むようになっている。
小花は2形あり、外側に雌花、内側に両性花がある。両性花は8 - 12個でラッパ状の花冠があり、その先端は3つに裂ける。この花は種子をつけない。外側には多数の雌花があり、こちらには花冠はない。花柱だけが突き出して、その基部には多数の毛がある。種子では花柱が長い嘴となる。痩果は長さ2 mm、その外側にはコルク状の翼が発達し、これが果実の隙間を埋める。その結果、そうやって埋められた面から嘴だけが突き出した姿となる。

## 分布と生育環境
世界の熱帯域に広く分布し、原産は南アメリカとされる。日本では1910年に長崎で見つかり、長田 (1976) では和歌山県から九州にかけて、地域によっては都市で雑草化している、としている。2003年時点では近畿以西の本州から九州に記録されているとのこと。奄美大島、西表島は第二次世界大戦後に帰化した。

## 類似種
トキンソウとは姿形も似ていない。同属ではメリケントキンソウ Soliva sessilis が国内で発見されている。茎や葉の様子はマメカミツレ Cotula australis にも似ている。